# Giuseppe Germano Bernardini
Giuseppe Germano Bernardini OFMCap (ur. 27 września 1928, zm. 3 grudnia 2023 w Reggio nell’Emilia) – włoski duchowny katolicki, superior kościelny Anatolii w latach 1966−1990, a następnie wikariusz apostolski Anatolii w latach 1990−1993, jednocześnie w latach 1983−2004 arcybiskup Izmiru, od 1983 roku arcybiskup. 

## Życiorys
Święcenia kapłańskie otrzymał 21 marca 1953. 
Od 19 grudnia 1966 roku, decyzją papieża Pawła VI został mianowany superiorem kościelnym misji "sui iuris" Anatolii, a następnie po przekształceniu jej w Wikariat apostolski Anatolii w 1990 roku, został jej wikariuszem apostolskim. Tę funkcję sprawował do 1993 roku. 
22 stycznia 1983 z rąk papieża Jana Pawła II otrzymał nominację na arcybiskupa Izmiru, a sakrę biskupią otrzymał 9 kwietnia 1983. 
Zgodnie z prawem kanonicznym, 11 października 2004 papież papież Jan Paweł II przyjął jego rezygnację z pełnionych funkcji wikariusza apostolskiego Anatolii. 